# Gmina Klos (okręg Mat)
Gmina Klos (alb. Bashkia Klos) – gmina miejska położona w środkowej części Albanii. Administracyjnie należy do okręgu Mat w obwodzie Dibra. W 2011 roku populacja gminy wynosiła 7873 w tym 3965 kobiet oraz 3908 mężczyzn, z czego Albańczycy stanowili 89,41% mieszkańców, Egipcjanie 0,06%. Siedziba gminy znajduje się w Klos.
W skład gminy wchodzi czternaście miejscowości: Bejne, Bel, Bers, Cerruje, Dars, Fshat, Fullqet, Klos, Klos Katund, Patin, Plani i Bardhe, Pleshe, Shengjun, Unjate.